# Tünde Szabó
Tünde Szabó (n. 31 mai 1974, Nyíregyháza, Ungaria) este o înotătoare maghiară, medaliată olimpică. A participat la o ediție a Jocurilor Olimpice (1992) în care a câștigat o medalie de argint.

## Participări
Lista de mai jos prezintă principalele competiții la care a participat Tünde Szabó de-a lungul carierei.
- swimming at the 1992 Summer Olympics – women's 100 metre backstroke[*]